# A. J. Green
Adriel Jeremiah „A. J.“ Green (geboren am 31. Juli 1988 in Summerville, South Carolina) ist ein ehemaliger US-amerikanischer American-Football-Spieler auf der Position des Wide Receivers. Er spielte College Football an der University of Georgia und wurde im NFL Draft 2011 von den Cincinnati Bengals in der ersten Runde ausgewählt. Seitdem war er bis 2020 für sie in der National Football League (NFL) aktiv und wurde von 2011 bis 2017 in jedem Jahr in den Pro Bowl gewählt. Anschließend spielte Green zwei Jahre lang für die Arizona Cardinals.

## Frühe Jahre
Green besuchte die Summerville High School, wo er neben Football auch Basketball und Leichtathletik ausübte. Er galt früh als großes Wide-Receiver-Talent und wurde von Sports Illustrated als bester Spieler seines Jahrgangs gelistet. In seiner Schulzeit erreichte er insgesamt 5.373 Yards Raumgewinn durch Passfänge, was der zweitbeste jemals erreichte Wert eines High-School-Footballspielers ist.
Bereits als Sophomore an der Highschool hatte Green sich entschieden, später die University of Georgia zu besuchen. Dort spielte er von 2008 bis 2010 für die Georgia Bulldogs. In seiner ersten Saison stellte er Freshman-Schulrekorde für die Anzahl an gefangenen Pässe (56), gefangenen Yards (963) und Touchdowns (8)  auf. 2009 fing er 47 Bälle für 751 Yards und 6 Touchdowns, obwohl er in den letzten drei Partien verletzt war. Für die ersten vier Spiele der Spielzeit 2010 wurde er suspendiert, weil er unerlaubt sein Trikot aus dem Independence Bowl 2009 für $1000 US-Dollar an ein ehemaliges Teammitglied verkauft hatte, welcher von der NCAA als Spielerberater eingestuft wurde. Teil seiner Strafe war, $1000 an ein gemeinnütziges Projekt zu spenden. Trotz der verpassten Spiele fing er die meisten Pässe innerhalb seines Teams (57) für 848 Yards und neun Touchdowns. Am 9. Januar 2011 meldete er sich für den NFL Draft 2011 an und verzichtete somit auf ein weiteres mögliches Jahr am College.

## NFL

### Cincinnati Bengals
Green wurde im NFL Draft 2011 an vierter Stelle von den Cincinnati Bengals ausgewählt. Am 28. Juli 2011 unterschrieb er einen Vierjahresvertrag über 19,6 Millionen US-Dollar. Mit seinem ersten Fang in der NFL gelang ihm gleich ein Touchdown über 41 Yards gegen die Cleveland Browns. In seiner Rookie-Saison brach er den Franchise-Rekord von Chris Collinsworth von 1981, indem er Pässe für mehr als 1.009 Yards fing (1.031). Zudem stellte er gemeinsam mit Rookie-Quarterback Andy Dalton einen neuen NFL-Rekord für Passfänge und erzielten Raumgewinn zwischen Rookie WR und QB auf. Nach der Saison wurde er als erster Rookie-Wide-Receiver seit Anquan Boldin 2003 in den Pro Bowl gewählt.
Am dritten Spieltag der Saison 2012 stellte er eine vorläufige persönliche Bestleistung auf, als er beim 38:31-Sieg gegen die Washington Redskins neun Pässe über 183 Yards fing. Am zehnten Spieltag fing er gegen die Kansas City Chiefs einen Touchdown-Pass im neunten Spiel in Folge und stellte damit einen neuen NFL-Rekord auf. Im Pro Bowl gelangen ihm 119 Yards Raumgewinn und drei Touchdowns.
2013 stellte er neue Bestmarken in Passfängen (98) und gefangenen Yards (1.426) auf und erzielte elf Touchdowns. Außerdem hatte er sechs 100-Yard-Spiele, davon fünf in Folge, was einen Bengals-Franchise-Rekord darstellte.
In der Spielzeit 2014 verpasste er auf Grund einer Zehenverletzung drei Spiele und kam trotzdem auf über 1.000 Yards Raumgewinn und sechs Touchdowns. Allerdings verpasste er die Play-offs und konnte bei der Niederlage gegen die Indianapolis Colts nicht eingreifen.
Am dritten Spieltag der Saison 2015 stellte Green mit Passfängen über 227 Yards und zwei Touchdowns im letzten Viertel des Spiels gegen die Baltimore Ravens eine neue persönliche Bestleistung auf. Am 13. Spieltag durchbrach er im Spiel gegen die Cleveland Browns durch Passfänge die 1000-Yard-Marke, was ihm als zweiten Spieler nach Randy Moss in jeder seiner ersten fünf NFL-Spielzeiten gelang.
Am ersten Spieltag der 2016 trug er maßgeblich zum knappen 23:22-Sieg gegen die New York Jets bei. Er fing 12 von 13 auf ihn geworfene Pässe für 180 Yards und erzielte darüber hinaus einen 54-Yard-Touchdown. Nach dem neunten Spieltag hatte Green bereits 66 Receptions für 964 Yards und vier Touchdowns erzielt. Nach einem Muskelfaserriss in Spiel zehn musste er seine Saison allerdings vorzeitig beenden. Dennoch wurde er am Ende der Saison zum sechsten Mal in Folge in den Pro Bowl gewählt.
Die nächste 1000-Yard-Saison, an deren Ende wieder eine Pro-Bowl-Nominierung stand, folgte in der Saison 2017. Da die Bengals in den ersten beiden Saisonspielen keinen Touchdown erzielen konnten, wechselten sie ihren Offensive Coordinator. In den drei folgen Spielen gelang A. J. Green dann jeweils ein Touchdown. Am fünften Spieltag hatte er gegen die Buffalo Bills wegen zweier im Regen nicht gefangener Pässe seinen Anteil an zwei Turnover zuungunsten seines Teams und fumblete nach einem gefangenen Pass zudem den Ball. Im selben Spiel erzielte er allerdings ebenfalls einen 77-Yard-Touchdown und hatte einen 47-Yard-Catch, der wenig später zum Touchdown für die Bengals führte. Green hatte am Ende 189 Yards Raumgewinn zu Buche stehen; die Bengals gewannen das Spiel mit 20:16.
Green startete zunächst gut in die Saison 2018. Einem Touchdown beim Saisonauftakt gegen die Indianapolis Colts ließ er drei weitere in der nächsten Woche beim Sieg über die Baltimore Ravens folgen. In Woche 8 zog er sich jedoch eine Zehenverletzung zu und fiel zunächst drei Wochen aus. Seinen Comeback-Versuch in Woche 13 musste er abbrechen. Die Verletzung machte eine Operation erforderlich und beendete seine Saison vorzeitig. Die Bengals, die zudem die Verletzung ihres Starting Quarterbacks Andy Dalton hinnehmen mussten, verloren daraufhin sieben ihren letzten acht Regular-Season-Spiele.
Bereits im ersten Training des Traingscamps zur Saison 2019 zog A. J. Green sich eine Knöchelverletzung zu und verpasste daraufhin die komplette Spielzeit.
Vor der Saison 2020 vergaben die Bengals den  Franchise Tag an Green und verlängerten seinen Vertrag damit um ein weiteres Jahr. An seine früheren Leistungen konnte er in diesem für ihn letzten Jahr bei der Franchise aus Cincinnati nicht mehr anknüpfen. Zwar lief er in allen 16 Saisonspielen auf, sein Einfluss auf das Spiel war aber merklich geringer geworden.  Am Ende der Saison verzeichnete er 47 Passfänge für 523 Yards und 2 Touchdowns.

### Arizona Cardinals
Im März 2021 einigte sich Green mit den Arizona Cardinals auf einen Einjahresvertrag. Bei den Cardinals war er erstmals in seiner Karriere nur der Nummer-zwei-Receiver hinter DeAndre Hopkins. In Woche 3 gelang ihm beim 31:19-Erfolg über die Jacksonville Jaguars zum ersten Mal seit 2018 wieder ein 100-Yard-Spiel (112). Beim Spiel gegen die Los Angeles Rams in Woche 14 erzielte er 64 Yards Raumgewinn und übertraf damit als fünfter der zu diesem Zeitpunkt noch aktiven Spieler der NFL den Karriere-Wert von über 10.000 Receiving Yards.
Am 14. April 2022 unterzeichnete Green einen neuen Einjahresvertrag über bis zu 6 Millionen US-Dollar bei den Cardinals. In der Saison 2022 lief er in 15 Spielen auf, davon zehnmal als Starter, und verzeichnete 24 Passfänge für 236 Yards und zwei Touchdowns.
Nach der Saison 2022 gab Green am 6. Februar 2023 sein Karriereende bekannt.

### Karrierestatistik
| 2011            | Cincinnati Bengals | 15  | 15  | 65  | 1.057  | 16,3 | 80T | 7  | 5  | 53 | 10,6 | 22 | 0 | 1  | 0 |
| 2012            | Cincinnati Bengals | 16  | 16  | 97  | 1.350  | 13,9 | 73T | 11 | 4  | 38 | 9,5  | 20 | 0 | 2  | 1 |
| 2013            | Cincinnati Bengals | 16  | 16  | 98  | 1.426  | 14,6 | 82T | 11 | -  | -  | -    | -  | - | 1  | 0 |
| 2014            | Cincinnati Bengals | 13  | 13  | 69  | 1.041  | 15,1 | 81T | 6  | 2  | 2  | 1,0  | 5  | 0 | 3  | 2 |
| 2015            | Cincinnati Bengals | 16  | 16  | 86  | 1.297  | 15,1 | 80T | 10 | -  | -  | -    | -  | - | 1  | 1 |
| 2016            | Cincinnati Bengals | 10  | 10  | 66  | 964    | 14,6 | 54T | 4  | -  | -  | -    | -  | - | 0  | 0 |
| 2017            | Cincinnati Bengals | 16  | 16  | 75  | 1.078  | 14,4 | 77T | 8  | -  | -  | -    | -  | - | 2  | 2 |
| 2018            | Cincinnati Bengals | 9   | 9   | 46  | 694    | 15,1 | 38T | 6  | -  | -  | -    | -  | - | 2  | 1 |
| 2020            | Cincinnati Bengals | 16  | 14  | 47  | 523    | 11,1 | 33  | 2  | -  | -  | -    | -  | - | 0  | 0 |
| 2021            | Arizona Cardinals  | 16  | 9   | 54  | 848    | 15,7 | 42  | 3  | -  | -  | -    | -  | - | 0  | 0 |
| 2022            | Arizona Cardinals  | 15  | 10  | 24  | 236    | 9,8  | 77  | 2  | -  | -  | -    | -  | - | 0  | 0 |
|                 | Gesamt             | 158 | 144 | 727 | 10.514 | 14,5 | 82  | 70 | 11 | 93 | 8,5  | 22 | 0 | 12 | 7 |
| Quelle: NFL.com |                    |     |     |     |        |      |     |    |    |    |      |    |   |    |   |

## Persönliches
A. J. Green ist seit 2015 verheiratet und hat einen Sohn und eine Tochter.